# Kraftrad
Als Kraftrad (und zudem kurz Krad) wird – besonders im Militär-Bereich – ein zweirädriges Motorrad und seltener (auch dreirädrig) mit Beiwagen (dann als Beiwagenkrad) bezeichnet.

## Unterbegriffe
Weitere Unterbegriffe, hauptsächlich im nicht-militärischen oder auch sogenannten zivilen Bereich.
- Elektrokraftrad
- Gleiskraftrad – hauptsächlich im eigentlichen Sinne eines ursprünglich umgebauten (Zweirad-)Kraftrades[1][2][3] und zudem eben auch im übertragenen Sinne auf vierrädrige Kleinfahrzeuge, siehe auch unter DR-Gleiskraftrad GKR Typ 1
- Kleinkraftrad
- Leichtkraftrad

## Belege
1. ↑  Gleiskraftrad des Typ II der Deutschen Reichsbahn beim 1. Märkischen Feldbahnfest am 10.05.2015 im Ziegeleipark Mildenberg - Bahnbilder.de – hier eine entsprechend umgebaute Schwalbe
2. ↑  Gleiskraftrad des Typ II der Deutschen Reichsbahn beim 2. Märkischen Feldbahnfest am 13.05.2017 im Ziegeleipark Mildenberg - Bahnbilder.de
3. ↑  Gleiskraftrad Typ 2 Foto & Bild | schmalspur, eisenbahn, verkehr & fahrzeuge Bilder auf fotocommunity – auch „Simson KR 50“ genannt